# Ust-Belaja
Ust-Belaja (russisch Усть-Белая) ist ein Dorf (selo) im Autonomen Kreis der Tschuktschen (Russland) mit 856 Einwohnern (Stand 14. Oktober 2010).

## Geographie
Der Ort liegt am rechten Ufer des Anadyr gegenüber der Einmündung der Belaja (der Ortsname bedeutet Belaja-Mündung), unterhalb des dort nahe an den Fluss herantretenden Mittelgebirgszuges Ust-Belskije gory („Ust-Balaja-Gebirge“) mit dem Berg Gynyretyk.
Ust-Belaja ist gehört zum Rajon Anadyrski und befindet sich 215 km Luftlinie westnordwestlich des Kreis- und Rajonverwaltungszentrums Anadyr. Es ist die einzige Ortschaft der gleichnamigen Landgemeinde (selskoje posselenije).

## Geschichte
Das Dorf wurde um die Wende zum 20. Jahrhundert durch den aus Markowo, weiter flussaufwärts am Anadyr gelegen, kommenden und ursprünglich aus Nischnekolymsk an der Kolyma stammenden Jukagiren Wassili Nikulin gegründet. Schon bald erlangten die dort durchgeführten Jahrmärkte regionale Bedeutung. Von 1930 bis 1935 war Ust-Balaja Verwaltungssitz des Anadyrski rajon.

## Verkehr
Nach Ust-Belaja besteht keine feste Straßenverbindung. Der Ort kann von Anadyr in 1,5 Stunden mit dem Hubschrauber oder in der eisfreien Zeit per Schiff erreicht werden.